# Adenia bequaertii
Adenia bequaertii är en passionsblomsväxtart. Adenia bequaertii ingår i släktet Adenia och familjen passionsblomsväxter.

## Underarter
Arten delas in i följande underarter:
- A. b. bequaertii
- A. b. macranthera
- A. b. occidentalis